# NinJo
Pour les articles ayant des titres homophones, voir Ninio, Nino et Ninja.
NinJo est un logiciel et station de travail en météorologie. Il s'agit d'un projet communautaire du Service météorologique allemand (DWD), du Service météorologique du Canada (SMC), de l'Institut météorologique danois (DMI), de MétéoSuisse et de la Bundeswehr allemande. Son développement fut initié par le DWD et le service de géo-information de l'armée allemande (BGIS) en 2000. Depuis 2006, NinJo est utilisé de manière opérationnelle par tous les membres du consortium et par entente par les organisations et les universités ne participant pas au développement.
NinJo est un système client-serveur entièrement développé avec le langage de programmation Java. Il se compose de modules pour ingérer les données météorologiques et les prévisions météorologiques, ainsi qu'un affichage permettant de visualiser ces deux intrants et de les modifier par les météorologues. Un composant batch supplémentaire est capable de générer des produits graphiques pour des usagers extérieurs, par exemple par un service Web.

## Description
NinJo est un système client-serveur avec des affichages interactifs du côté client, alimentés par des applications batch traitées par le serveur. Le système est entièrement programmé en JAVA et peut facilement être étendu par d'autres couches et applications en fonction des besoins spécifiques de l'utilisateur. La station de travail est alimentée par les serveurs et peut être installée sur différents systèmes d'exploitation (par exemple Unix, Linux et Microsoft Windows), évitant d'importer le code source sur le système d'exploitation hôte.
Le serveur NinJo importe une variété de données météorologiques, telles que les rapports METAR, les données des radars météorologiques et satellites météorologiques et les sorties de prévision numérique du temps (PNT), via des programmes de gestion de fichiers dédiés, et les rendent accessibles aux écrans du client.
Le client est un poste de travail NinJo qui présente les données dans des couches distinctes. Les utilisateurs peuvent ajouter autant de couches à une scène NinJo qu'ils le souhaitent, toutes les couches affichant des données synchronisées dans le temps pour la même zone de carte. Les couches affichent des données géoréférencées, pas des images fixes, donc l'affichage à l'écran se fait toujours directement à partir des données et l'interrogation interactive à l'aide de la souris donne les valeurs des données originales, pas extraite d'une échelle. Les données sont stockées au format natif, plutôt que stockées dans un format interne commun, évitant la dégradation des zooms et gardant toujours les détails complets et la résolution des données originales.
Les couches sont indépendantes, peuvent être ajoutées et supprimées des scènes séparément, et être définies comme visibles ou invisibles. Elles peuvent être organisées dans l'ordre que les utilisateurs souhaitent, leur permettant d'organiser tous les types de données en fonction de leurs besoins spécifiques. Les scènes peuvent être définies pour :
- Visualisation des produits météorologiques ;
- Surveillance de l'état de l'entrée des données ;
- Production d'avertissements météorologiques ;
- Édition interactive de textes ;
- Configuration des produits batch NinJo.

Différents outils sont disponibles pour améliorer ou interroger les écrans. Par exemple, il est possible de faire des coupes verticales dans une scène en couches, en extrayant la structure verticale des données PNT ou radars.

## Consortium
Chaque membre du consortium NinJo peut ajouter à la structure et aux outils selon ses propres besoins ou pour l'ensemble des utilisateurs. Ainsi des outils qui prennent en charge les messages spécifiques d'alerte météorologique furent développés indépendamment par le Service météorologique du Canada (SMC) et le Deutscher Wetterdienst (DWD). La couche pour suivre les ouragans et celle pour les radars météorologiques fut développée par le SMC, alors que la fonction de production de cartes pour l'Internet est de l'Institut météorologique danois (DMI), pour tous les participants.
Une collaboration internationale est entretenue par le consortium à l'intérieur et à l'extérieur de l'Europe : discussions régulières sur l'architecture du logiciel, les algorithmes et les concepts à développer pour l'utiliser efficacement, et une collaboration intensive entre développeurs et de utilisateurs.

## Reconnaissance
La Société européenne de météorologie (EMS) a décerné le Prix de la technologie au consortium NinJo le 3 septembre 2018 à Budapest, dans le cadre de sa conférence annuelle.

### Articles des logiciels similaires
- AWIPS par le National Weather Service
- SYNERGIE par Météo-France